# Tom Schandy
Tom Schandy, född 1962 i Drammen, Norge, är en norsk fotograf, journalist, redaktör och författare.

## Priser och utmärkelser
- BBC Wildlife photographer of the year (två gånger)
- Årets Pandabok 2004